# ألبرت ستراوس
ألبرت ستراوس (بالإنجليزية: Albert Strauss)‏ هو مبارز بالسيف أمريكي، ولد في 4 أغسطس 1876 في نيويورك في الولايات المتحدة، وتوفي في 1 نوفمبر 1963.

## وصلات خارجية
- ألبرت ستراوس على موقع أوليمبيديا (الإنجليزية)